# انجمن کاشفان فضا
انجمن کاشفان فضا یک سازمان غیرانتفاعی است که در سال ۱۹۸۵ (میلادی) پایه‌گذاری شد. اعضای آن کسانی هستند که بر پایه تعریف فدراسیون بین‌المللی هوانوردی، در بلندای بیشتر از ۱۰۰ کیلومتر دست‌کم یک بار به دور مدار زمین‌مرکزی چرخیده‌اند. هم‌اکنون ۴۰۰ نفر از ۳۷ کشور جهان در آن عضو هستند. این انجمن، مانند گردهمایی برای پیشرفت در اکتشاف فضای بیرونی و همچنین دانش فضایی، و آگاهی‌بخشی مهندسی و محیط زیستی است.

## کنگره سیاره‌ای
کنگره سیاره‌ای انجمن کاشفان فضا همایش سالانه‌ای برای اعضای آن است. این همایش، هر سال در کشور دیگری برگزار می‌شود. ۲۶امین کنگره سیاره‌ای بین ۱ تا ۵ ژوئیه ۲۰۱۳ در کلن آلمان با حضور ۸۲ فضانورد برگزار شد. این همایش از سوی مرکز هوافضای آلمان و آژانس فضایی اروپا پشتیبانی می‌شد. در آن همایش، مناسبت‌هایی برای مخاطبان عمومی و کنفرانس‌های خبری و همچنین نشست‌ها و سخنرانی‌هایی، ترتیب داده‌شده بودند.